# Phare d'Holmengrå
Le phare d'Holmengrå (en norvégien : Holmengrå fyr)  est un feu côtier situé sur l'île de Fedje de la commune de Fedge, dans le comté de Vestland (Norvège). Il est géré par l'administration côtière norvégienne (en norvégien : Kystverket).

## Histoire
Le phare se trouve sur une petite île à l'embouchure du Fensfjorden (en) et du Fedjefjorden (en), menant au site industriel de Mongstad.
Le phare a été mis en service en 1892. il a été équipé d'un radiophare de 1947 à 1992. Il a été automatisé en 1984.

## Description
Le phare  est une tour carrée au-dessus d'une maison de 16 mètres de haut, avec une galerie et lanterne. Le bâtiment est blanc avec une lanterne rouge. Son feu isophase émet, à une hauteur focale de 35,5 mètres, un éclat blanc, rouge et vert  selon différents secteurs toutes les 6 secondes. Sa portée nominale est de 13 milles nautiques (environ 24 km) pour le feu blanc, 10 pour le feu rouge et 9 pour le feu vert.
Il est équipé d'un radar Racon émettant la lettre T en code morse.
Identifiant : ARLHS : NOR-123; NF-2015 - Amirauté : B4156 - NGA : 4212 .

## Caractéristique dufeu maritime
Fréquence : 6 secondes (WRG)
- Lumière : 3 secondes
- Obscurité : 3 secondes

|                      |
| Le phare (1890-1900) |

|          |
| Le phare |

### Lien connexe
- Liste des phares de Norvège